# Marolles-en-Beauce
Marolles-en-Beauce – miejscowość i gmina we Francji, w regionie Île-de-France, w departamencie Essonne.
Według danych na rok 1990 gminę zamieszkiwało 160 osób, a gęstość zaludnienia wynosiła 27 osób/km² (wśród 1287 gmin regionu Île-de-France Marolles-en-Beauce plasuje się na 1021. miejscu pod względem liczby ludności, natomiast pod względem powierzchni na miejscu 615.).